# Wedge Tombs von Lackaduv
Die beiden Wedge Tombs von Lackaduv liegen nordwestlich von Macroom im Townland Lackaduv (irisch An Leaca Dhubh) im County Cork in Irland. Wedge Tombs (deutsch „Keilgräber“), früher auch „wedge-shaped gallery grave“ genannt, sind doppelwandige, ganglose, mehrheitlich ungegliederte Megalithbauten der späten Jungsteinzeit und der frühen Bronzezeit.

## Wedge Tomb CO059-0187
Lage: 51° 57′ 59,1″ N, 9° 0′ 11,6″ W
Das Wedge Tomb besteht aus einer 1,5 m langen Galerie, deren Breite sich von 0,9 auf 0,55 m verringert. Ein Deckstein (2,45 × 2,15 × 0,35 m) bedeckt die Anlage. Sie wird im Norden und Süden von je drei Seitensteinen begrenzt. Im Westen befindet sich ein querstehender Endstein und im Osten ein Türstein.
Vom Tomb aus hat man eine gute Sicht auf das Tal des Awboy-Flusses.

## Wedge Tomb CO059-028001
Lage: 51° 57′ 37,6″ N, 8° 59′ 42,5″ W
Das Nordost-Südwest-orientierte Wedge Tomb liegt südöstlich des vorhergehenden. Ein großer Teil ist noch im Torf eingebettet. Der einzige Deckstein ist 2,4 m lang und 1,8 m breit und liegt auf den zumeist erhaltenen Wandsteinen der Innenmauer. Ein Großteil der Außenwand ist ebenfalls vorhanden.

## Weitere archäologische Fundstellen
Ein Ringfort (Monument CO059-028002) von etwa 20,0 m Durchmesser liegt im gleichen Townland auf dem Kamm eines Hügels. Die Mehrheit der ungewöhnlicherweise radial angeordneten Steine auf dem Wall ist vorhanden und hat eine durchschnittliche Höhe von 0,6 m. Die Innenfläche liegt niedriger als das umgebende Gelände und es gibt Hinweise auf interne Gestaltungen.
Im Townland befinden sich drei Menhire und der Steinkreis Knockraheen 1.
Das Wedge Tomb von Scrahanard liegt im benachbarten Townland etwa 250 m von CO059-028001.